# Рудое Село
Рудо́е Село́ (укр. Руде Село) — село, входит в Володарский район Киевской области Украины.
Население по переписи 2001 года составляло 1095 человек. Почтовый индекс — 09342. Телефонный код — 4569.

## История
На территории села выявлено поселение III—IV вв. до н. э. черняховской земледельческой культуры и курганную группу III тыс. — I ст. до н. э.
Датой возникновения села принято считать 1622 год, когда Януш Збаражский был пожалован землями польской короны на реках Рось, Березянка, Роставица, Горовица за участие в войне против России. Его владения тянулись от Торчицы до Немирова и Погребища и включали земли современного села.
С селом связана история появления чудотворной иконы «Божия Матерь Рудосельская».

## Достопримечательности
- Руины усадьбы Залесских (Браницких), построенной в XVIII - XIX вв.
- Троицкая церковь, 1841 г.

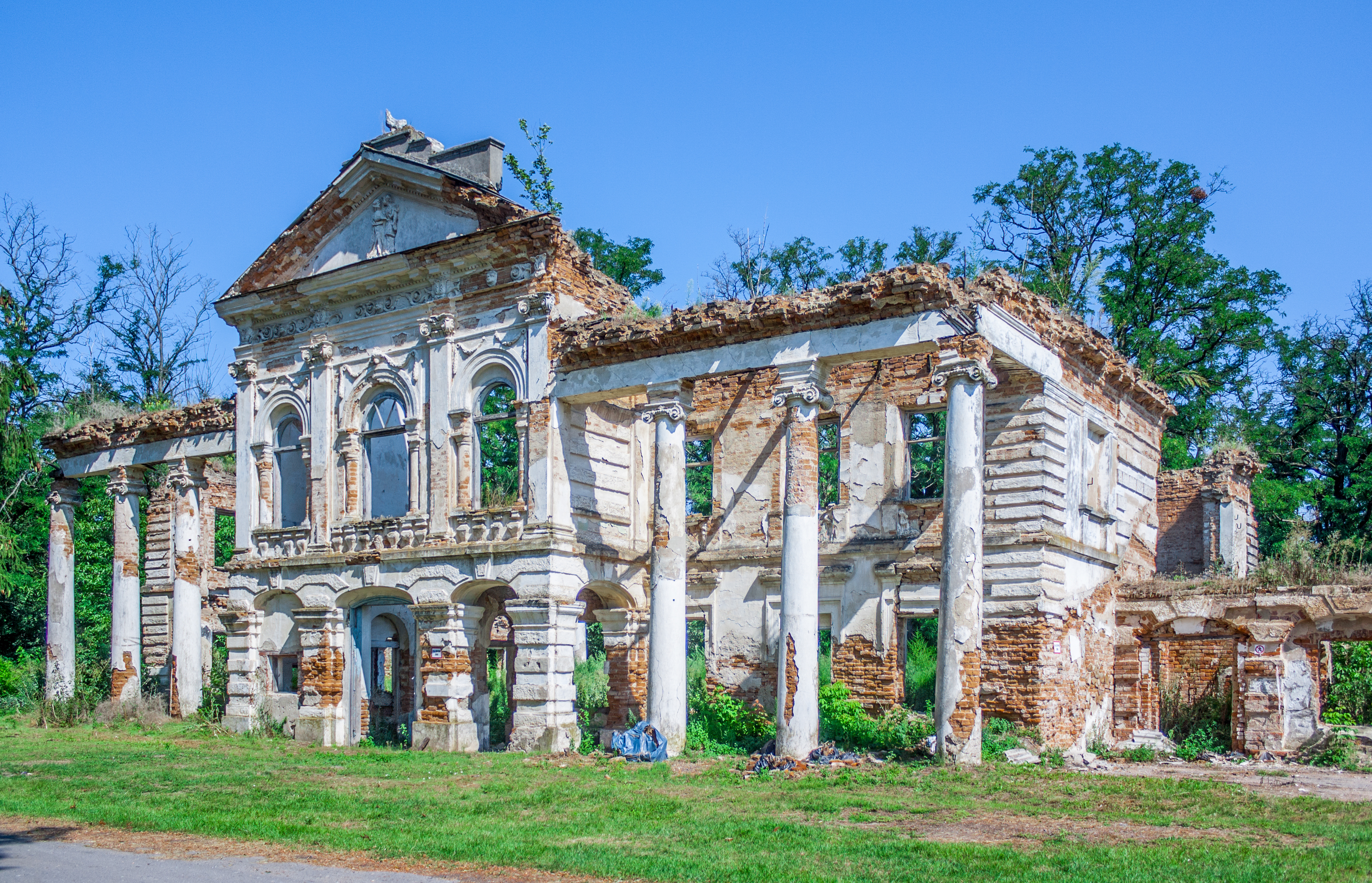
Усадьба Залесских. Дворец
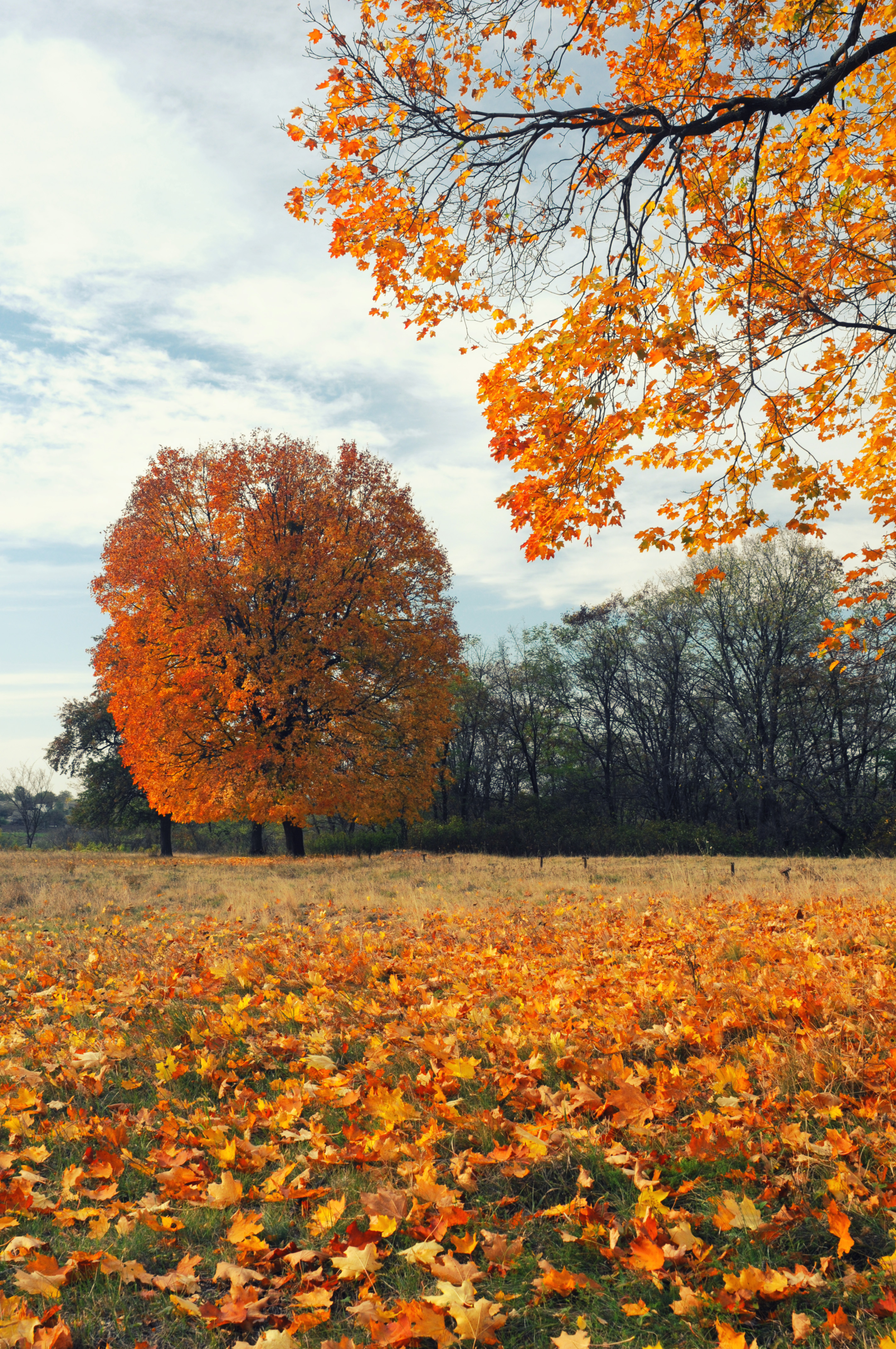
Парк возле Дворца
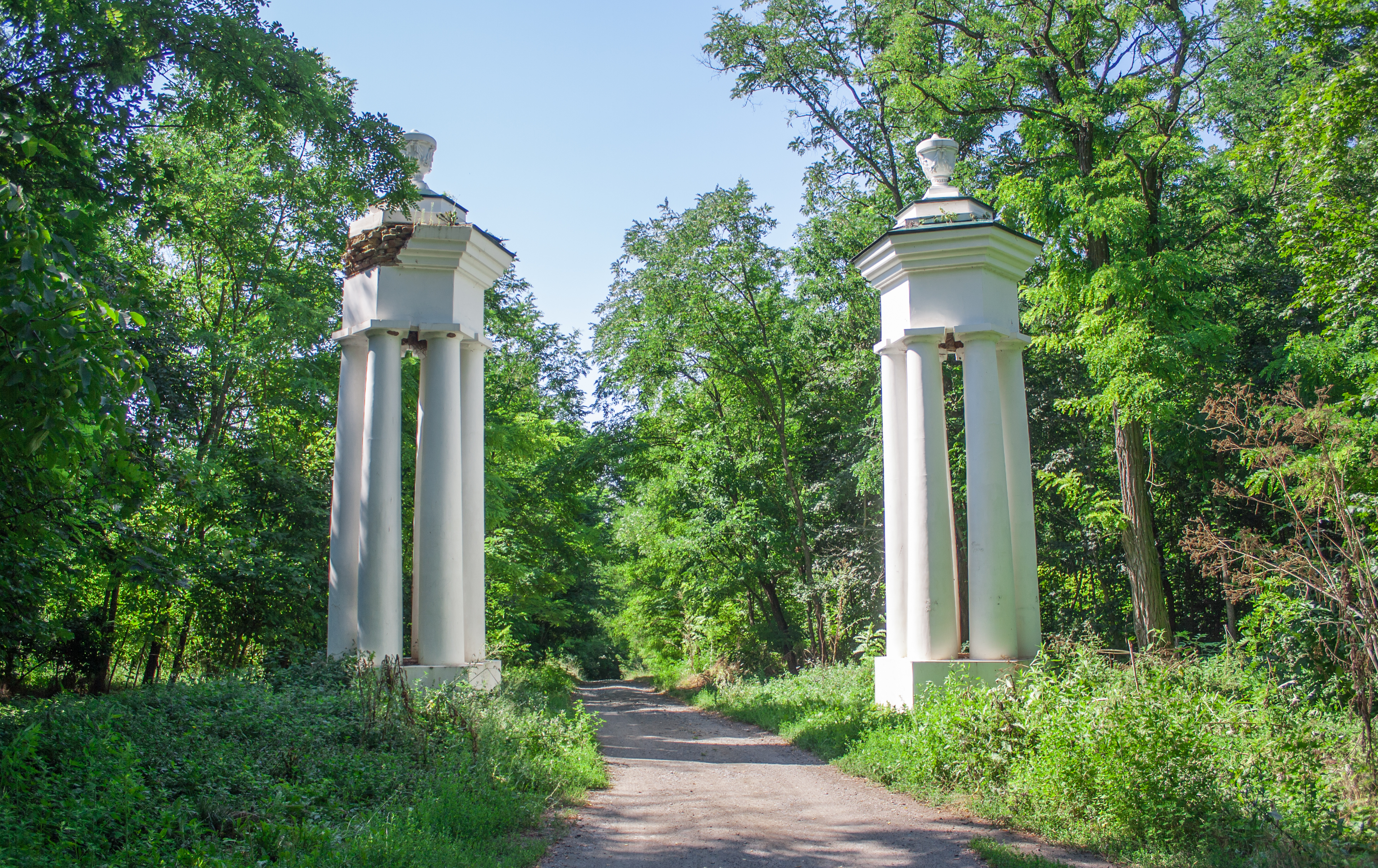
Усадьба Залесских. Ворота
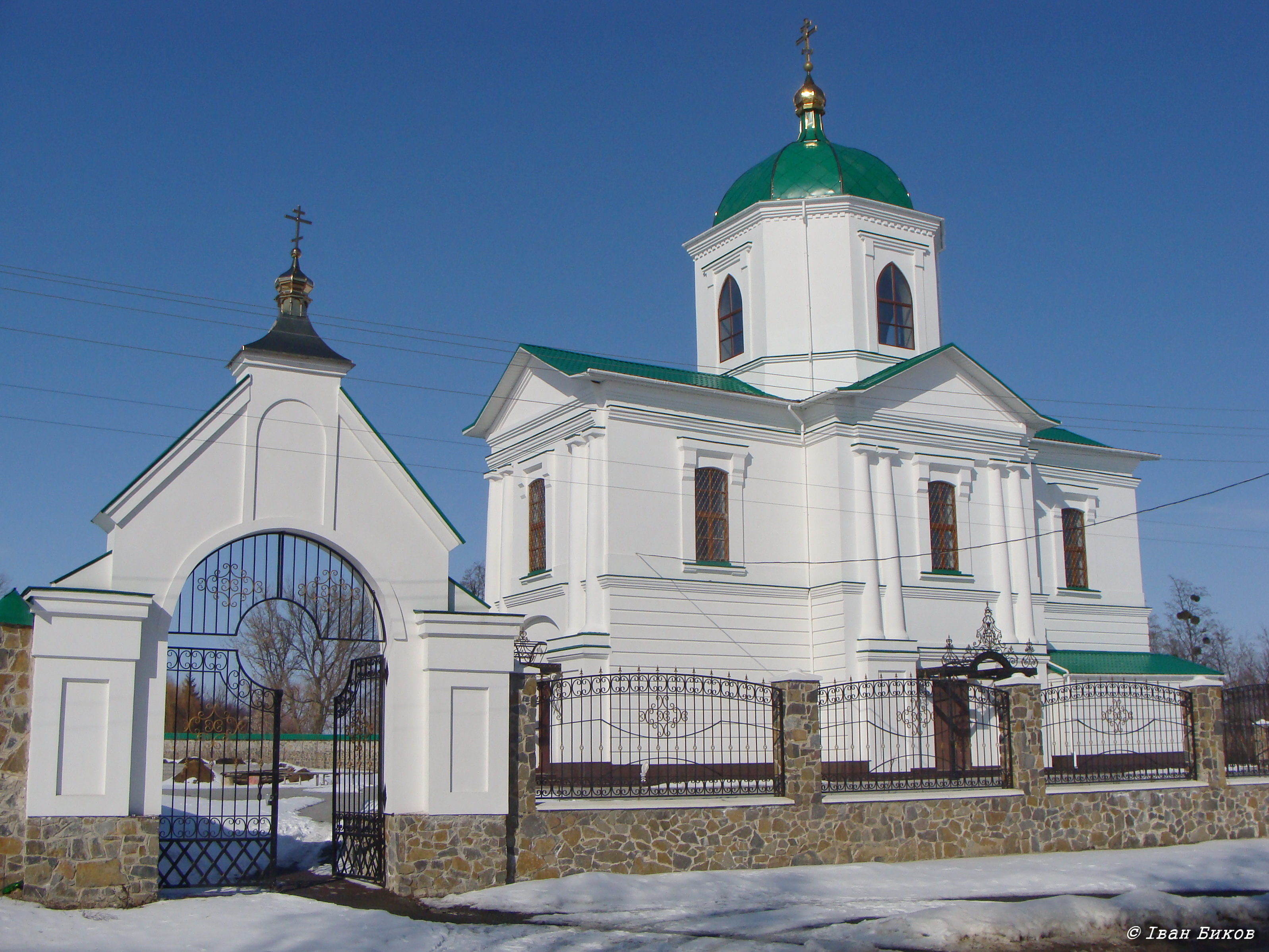
Троицкая церковь

## Жители
- Оппоков, Захарий Иванович (1814—1895) — священник РПЦ (УПЦ), дед М. С. Грушевского;
- Оппоков, Владимир Захариевич (?—1917) — священник РПЦ (УПЦ), погиб смертью мученика в 1917 году, дядя М. С. Грушевского;
- Оппоков, Евгений Владимирович (1869—1938) — доктор гидрологических наук, профессор, академик;

## Местный совет
09342, Киевская обл., Володарский р-н, с. Рудое Село, ул. Парковая, 8.